# Liste der Auszeichnungen und Nominierungen von Seventeen
Dies ist eine Liste der Auszeichnungen und Nominierungen der südkoreanischen Boygroup Seventeen, die 2015 von Pledis Entertainment gegründet wurde. 
Seventeen erhielt bisher 155 Nominierungen und davon 60 Auszeichnungen. Außerdem konnte die Gruppe insgesamt 43 Mal Platz 1 bei einer Musik-Show erreichen.

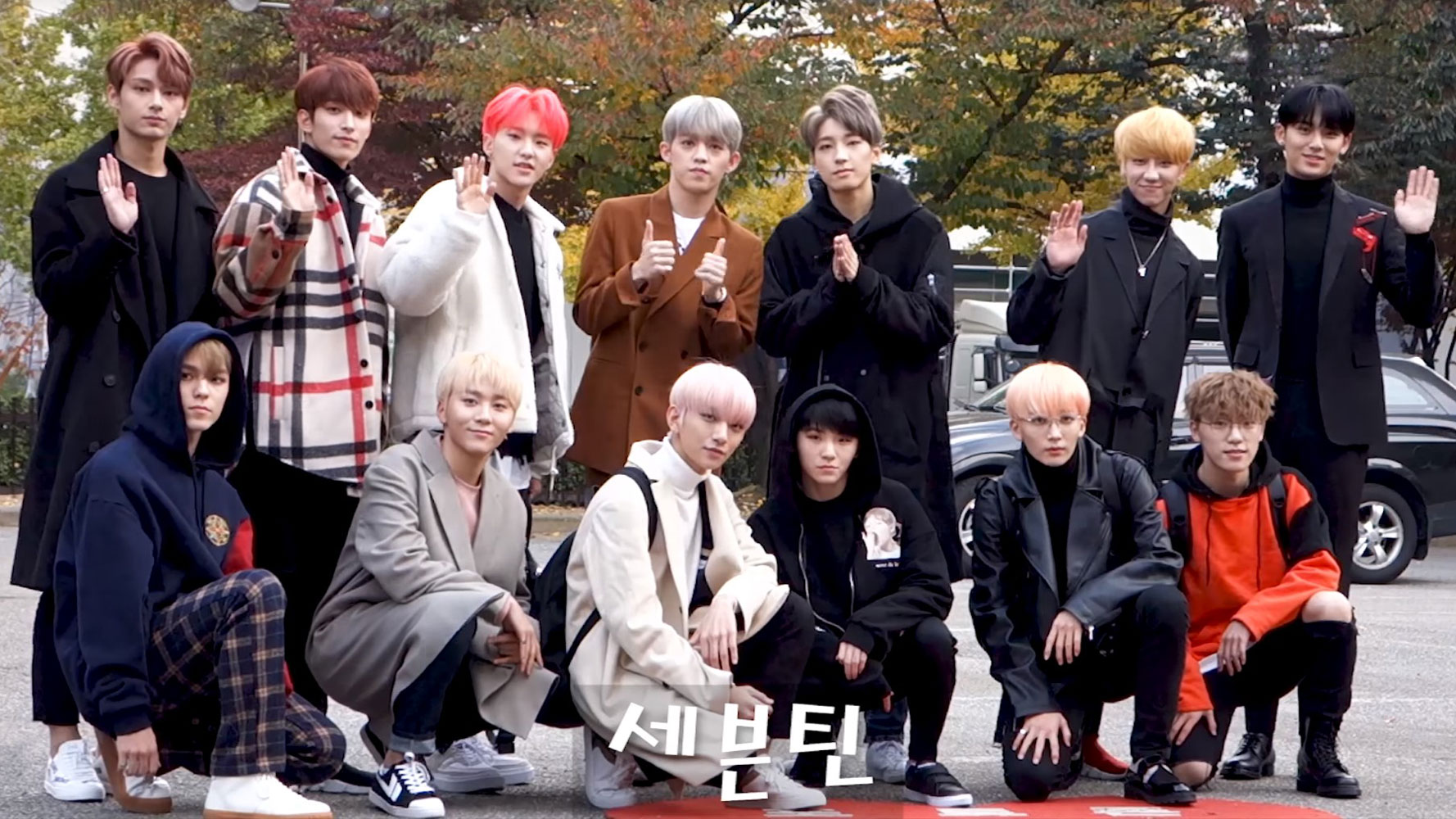
Seventeen 2017

## Südkorea

### APAN Awards
| Jahr | Kategorie                      | Für       | Ergebnis  | Quelle |
| ---- | ------------------------------ | --------- | --------- | ------ |
| 2020 | Top 10 Artist                  | Seventeen | Gewonnen  | [ 1 ]  |
| 2020 | Idol Champ Global Pick (Group) | Seventeen | Gewonnen  | [ 1 ]  |
| 2020 | Best Music Video               | Seventeen | Nominiert | [ 1 ]  |

### Asia Artist Awards
| Jahr | Kategorie                              | Für       | Ergebnis  | Quelle |
| ---- | -------------------------------------- | --------- | --------- | ------ |
| 2016 | Most Popular Artists (Singer) – Top 50 | Seventeen | Nominiert | [ 2 ]  |
| 2016 | Best Star Award                        | Seventeen | Gewonnen  | [ 3 ]  |
| 2017 | Popularity Award                       | Seventeen | Nominiert | [ 4 ]  |
| 2017 | Best Artist Award                      | Seventeen | Gewonnen  | [ 5 ]  |
| 2018 | Artist of the Year                     | Seventeen | Gewonnen  | [ 6 ]  |
| 2018 | Best Artist Award                      | Seventeen | Gewonnen  | [ 6 ]  |
| 2019 | Best Social Artist (Singer)            | Seventeen | Gewonnen  | [ 7 ]  |
| 2019 | Best Icon (Singer)                     | Seventeen | Gewonnen  | [ 7 ]  |
| 2019 | Album of the Year                      | An Ode    | Gewonnen  | [ 7 ]  |
| 2021 | Singer of the Year                     | Seventeen | Gewonnen  | [ 8 ]  |
| 2021 | AAA Fabulous (Singer)                  | Seventeen | Gewonnen  | [ 8 ]  |
| 2021 | AAA Best Producer                      | Woozi     | Gewonnen  | [ 8 ]  |

### Gaon Chart Music Awards
| Jahr | Kategorie                                       | Für              | Ergebnis  | Quelle |
| ---- | ----------------------------------------------- | ---------------- | --------- | ------ |
| 2016 | New Artist of the Year                          | Seventeen        | Nominiert | [ 9 ]  |
| 2016 | World Rookie Award                              | Seventeen        | Gewonnen  | [ 10 ] |
| 2017 | Hot Performance Artist                          | Seventeen        | Gewonnen  | [ 11 ] |
| 2017 | Album of the Year – 4th Quarter                 | Going Seventeen  | Nominiert | [ 12 ] |
| 2018 | Album of the Year – 2nd Quarter                 | Al1              | Gewonnen  | [ 13 ] |
| 2018 | Album of the Year – 4th Quarter                 | Teen, Age        | Nominiert | [ 14 ] |
| 2019 | Song of the Year – February                     | Thanks           | Nominiert | [ 15 ] |
| 2019 | Album of the Year – 1st Quarter                 | Director’s Cut   | Nominiert | [ 15 ] |
| 2019 | Album of the Year – 3rd Quarter                 | You Make My Day  | Nominiert | [ 15 ] |
| 2019 | World Hallyu Star Award                         | Seventeen        | Gewonnen  | [ 16 ] |
| 2019 | Hot Performance Award                           | Seventeen        | Gewonnen  | [ 16 ] |
| 2020 | Artist of the Year (Physical Album 1st Quarter) | You Made My Dawn | Gewonnen  | [ 17 ] |
| 2020 | Artist of the Year (Physical Album 3rd Quarter) | An Ode           | Gewonnen  | [ 17 ] |
| 2021 | Artist of the Year (Physical Album 3rd Quarter) | Heng:garæ        | Gewonnen  | [ 18 ] |

### Golden Disk Awards
| Jahr | Kategorie                          | Für             | Ergebnis  | Quelle        |
| ---- | ---------------------------------- | --------------- | --------- | ------------- |
| 2016 | Disk Bonsang                       | Boys Be         | Nominiert | [ 19 ]        |
| 2016 | Rookie of the Year                 | Seventeen       | Gewonnen  | [ 20 ]        |
| 2016 | Popularity Award                   | Seventeen       | Nominiert | [ 19 ]        |
| 2016 | Global Popularity Award            | Seventeen       | Nominiert | [ 19 ]        |
| 2017 | Disk Daesang                       | Love & Letter   | Nominiert | [ 21 ]        |
| 2017 | Disk Bonsang                       | Love & Letter   | Gewonnen  | [ 22 ]        |
| 2017 | Popularity Award                   | Seventeen       | Nominiert | [ 21 ]        |
| 2018 | Disk Daesang                       | Teen, Age       | Nominiert | [ 23 ]        |
| 2018 | Disk Bonsang                       | Teen, Age       | Gewonnen  | [ 24 ]        |
| 2018 | Global Popularity Award            | Seventeen       | Nominiert | [ 23 ]        |
| 2019 | Disk Daesang                       | You Make My Day | Nominiert | [ 25 ]        |
| 2019 | Disk Bonsang                       | You Make My Day | Gewonnen  | [ 26 ]        |
| 2020 | Album Bonsang                      | An Ode          | Gewonnen  | [ 27 ] [ 28 ] |
| 2020 | Popularity Award                   | Seventeen       | Nominiert | [ 27 ] [ 28 ] |
| 2021 | Album Bonsang                      | Heng:garæ       | Gewonnen  | [ 29 ] [ 30 ] |
| 2021 | Popularity Award                   | Seventeen       | Nominiert | [ 29 ] [ 30 ] |
| 2022 | Album Bonsang                      | Attacca         | Gewonnen  | [ 31 ]        |
| 2022 | Cosmopolitan Artist Award          | Seventeen       | Gewonnen  | [ 31 ]        |
| 2022 | Seezn Golden Disc Popularity Award | Seventeen       | Nominiert | [ 31 ]        |

### Korea Popular Music Awards
| Jahr | Kategorie              | Für       | Ergebnis  | Quelle |
| ---- | ---------------------- | --------- | --------- | ------ |
| 2018 | Best Artist            | Seventeen | Nominiert | [ 32 ] |
| 2018 | Best Digital Song      | Oh My!    | Nominiert | [ 32 ] |
| 2018 | Best Group Dance Track | Oh My!    | Nominiert | [ 32 ] |
| 2018 | Popularity Award       | Seventeen | Nominiert | [ 32 ] |

### M2 X Genie Music Awards
| Jahr | Kategorie                    | Für       | Ergebnis  | Quelle |
| ---- | ---------------------------- | --------- | --------- | ------ |
| 2019 | The Male Group               | Seventeen | Nominiert | [ 33 ] |
| 2019 | The Performing Artist (Male) | Seventeen | Nominiert | [ 33 ] |

### MBC Plus X Genie Music Awards
| Jahr | Kategorie                    | Für       | Ergebnis  | Quelle |
| ---- | ---------------------------- | --------- | --------- | ------ |
| 2018 | Best Male Group              | Seventeen | Nominiert | [ 34 ] |
| 2018 | Best Male Dance Performance  | Oh My!    | Nominiert | [ 34 ] |
| 2018 | Artist of the Year           | Seventeen | Nominiert | [ 34 ] |
| 2018 | Song of the Year             | Oh My!    | Nominiert | [ 34 ] |
| 2018 | Genie Music Popularity Award | Seventeen | Nominiert | [ 34 ] |

### Melon Music Awards
| Jahr | Kategorie               | Für              | Ergebnis  | Quelle |
| ---- | ----------------------- | ---------------- | --------- | ------ |
| 2015 | Best New Male Artist    | Seventeen        | Nominiert | [ 35 ] |
| 2016 | Best Dance - Male       | Pretty U         | Nominiert | [ 36 ] |
| 2016 | MBC Music Star Award    | Seventeen        | Gewonnen  | [ 37 ] |
| 2017 | Top 10 Artists          | Seventeen        | Nominiert | [ 38 ] |
| 2017 | Stage of the Year       | "Diamond Edge"   | Nominiert | [ 38 ] |
| 2017 | Hot Trend Award         | Woozi (Downpour) | Nominiert | [ 38 ] |
| 2018 | Top 10 Artists          | Seventeen        | Nominiert | [ 39 ] |
| 2018 | Best Dance – Male       | Thanks           | Nominiert | [ 39 ] |
| 2019 | Best Dance Track (Male) | Home             | Nominiert | [ 40 ] |
| 2019 | Stage of the Year       | Seventeen        | Gewonnen  | [ 41 ] |

### Mnet Asian Music Awards
| Jahr | Kategorie                           | Für             | Ergebnis  | Quelle        |
| ---- | ----------------------------------- | --------------- | --------- | ------------- |
| 2015 | Best New Male Artist                | Seventeen       | Nominiert | [ 42 ]        |
| 2015 | Artist of the Year                  | Seventeen       | Nominiert | [ 42 ]        |
| 2016 | Album of the Year                   | Love & Letter   | Nominiert | [ 43 ]        |
| 2016 | Best Asian Style                    | Seventeen       | Nominiert | [ 43 ]        |
| 2016 | Best World Performer                | Seventeen       | Gewonnen  | [ 44 ]        |
| 2016 | Song of the Year                    | Pretty U        | Nominiert | [ 43 ]        |
| 2016 | Best Dance Performance – Male Group | Pretty U        | Nominiert | [ 43 ]        |
| 2017 | Worldwide Favorite Artist           | Seventeen       | Gewonnen  | [ 45 ]        |
| 2017 | Qoo10 2017 Favorite KPOP Star       | Seventeen       | Nominiert | [ 46 ]        |
| 2017 | Best Male Group                     | Seventeen       | Nominiert | [ 46 ]        |
| 2017 | Best Music Video                    | Don’t Wanna Cry | Nominiert | [ 46 ]        |
| 2017 | Best Dance Performance – Male Group | Don’t Wanna Cry | Gewonnen  | [ 45 ]        |
| 2017 | Song of the Year                    | Don’t Wanna Cry | Nominiert | [ 46 ]        |
| 2017 | Artist of the Year                  | Seventeen       | Nominiert | [ 46 ]        |
| 2017 | Album of the Year                   | Al1             | Nominiert | [ 46 ]        |
| 2018 | Best Male Group                     | Seventeen       | Nominiert | [ 47 ]        |
| 2018 | Artist of the Year                  | Seventeen       | Nominiert | [ 47 ]        |
| 2018 | Worldwide Icon of the Year          | Seventeen       | Nominiert | [ 47 ]        |
| 2018 | Global Top 10 Fan’s Choice          | Seventeen       | Gewonnen  | [ 48 ]        |
| 2018 | Best OST                            | A-Teen          | Gewonnen  | [ 49 ]        |
| 2018 | Best Unit                           | Seventeen BSS   | Nominiert | [ 47 ]        |
| 2018 | Mwave Global Fans’ Choice           | Oh My!          | Nominiert | [ 47 ]        |
| 2018 | Best Dance Performance – Male Group | Oh My!          | Gewonnen  | [ 49 ]        |
| 2018 | Song of the Year                    | Oh My!          | Nominiert | [ 47 ]        |
| 2018 | Song of the Year                    | Just Do It      | Nominiert | [ 47 ]        |
| 2019 | Best Male Group                     | Seventeen       | Nominiert | [ 50 ]        |
| 2019 | Artist of the Year                  | Seventeen       | Nominiert | [ 50 ]        |
| 2019 | Best Dance Performance – Male Group | Fear            | Nominiert | [ 50 ]        |
| 2019 | Song of the Year                    | Fear            | Nominiert | [ 50 ]        |
| 2019 | Worldwide Fans’ Choice Top 10       | Seventeen       | Gewonnen  | [ 51 ]        |
| 2019 | Breakthrough Achievement            | Seventeen       | Gewonnen  | [ 51 ]        |
| 2020 | Artist of the Year                  | Seventeen       | Nominiert | [ 52 ] [ 53 ] |
| 2020 | Best Male Group                     | Seventeen       | Nominiert | [ 52 ] [ 53 ] |
| 2020 | Worldwide Fans’ Choice Top 10       | Seventeen       | Gewonnen  | [ 52 ] [ 53 ] |
| 2020 | Global Favorite Performer           | Seventeen       | Gewonnen  | [ 52 ] [ 53 ] |
| 2020 | Notable Achievement Artist          | Seventeen       | Gewonnen  | [ 52 ] [ 53 ] |
| 2020 | Song of the Year                    | Left & Right    | Nominiert | [ 52 ] [ 53 ] |
| 2020 | Best Dance Performance – Male Group | Left & Right    | Nominiert | [ 52 ] [ 53 ] |

### Seoul Music Awards
| Jahr | Kategorie               | Für       | Ergebnis  | Quelle        |
| ---- | ----------------------- | --------- | --------- | ------------- |
| 2016 | New Artist Award        | Seventeen | Gewonnen  | [ 54 ]        |
| 2016 | Bonsang Award           | Seventeen | Nominiert | [ 55 ]        |
| 2016 | Popularity Award        | Seventeen | Nominiert | [ 55 ]        |
| 2016 | Hallyu Special Award    | Seventeen | Nominiert | [ 55 ]        |
| 2017 | Daesang Award           | Seventeen | Nominiert | [ 56 ]        |
| 2017 | Bonsang Award           | Seventeen | Gewonnen  | [ 57 ]        |
| 2017 | Popularity Award        | Seventeen | Nominiert | [ 56 ]        |
| 2017 | Hallyu Special Award    | Seventeen | Nominiert | [ 56 ]        |
| 2018 | Daesang Award           | Seventeen | Nominiert | [ 58 ]        |
| 2018 | Bonsang Award           | Seventeen | Gewonnen  | [ 59 ]        |
| 2018 | Popularity Award        | Seventeen | Nominiert | [ 58 ]        |
| 2018 | Hallyu Special Award    | Seventeen | Nominiert | [ 58 ]        |
| 2019 | Bonsang Award           | Seventeen | Gewonnen  | [ 60 ]        |
| 2019 | Popularity Award        | Seventeen | Nominiert | [ 61 ]        |
| 2019 | K-Wave Popularity Award | Seventeen | Nominiert | [ 61 ]        |
| 2020 | Bonsang Award           | Seventeen | Nominiert | [ 62 ]        |
| 2020 | Popularity Award        | Seventeen | Nominiert | [ 62 ]        |
| 2020 | K-Wave Popularity Award | Seventeen | Nominiert | [ 62 ]        |
| 2021 | Bonsang Award           | Seventeen | Gewonnen  | [ 63 ] [ 64 ] |
| 2021 | Popularity Award        | Seventeen | Nominiert | [ 63 ] [ 64 ] |
| 2021 | K-Wave Popularity Award | Seventeen | Nominiert | [ 63 ] [ 64 ] |
| 2022 | Bonsang Award           | Seventeen | Gewonnen  | [ 65 ]        |

### Soribada Best K-Music Awards
| Jahr | Kategorie           | Für       | Ergebnis  | Quelle |
| ---- | ------------------- | --------- | --------- | ------ |
| 2018 | Bonsang Award       | Seventeen | Nominiert | [ 66 ] |
| 2018 | Popularity Award    | Seventeen | Nominiert | [ 66 ] |
| 2018 | Global Fandom Award | Seventeen | Nominiert | [ 66 ] |

### The Fact Music Awards
| Jahr | Kategorie            | Für       | Ergebnis | Quelle |
| ---- | -------------------- | --------- | -------- | ------ |
| 2020 | This Year’s Artist   | Seventeen | Gewonnen | [ 67 ] |
| 2020 | Worldwide Icon       | Seventeen | Gewonnen | [ 67 ] |
| 2021 | Artist of the Year   | Seventeen | Gewonnen | [ 68 ] |
| 2021 | World Best Performer | Seventeen | Gewonnen | [ 68 ] |

## International

### BreakTudo Awards
| Jahr | Kategorie            | Für       | Ergebnis  | Quelle |
| ---- | -------------------- | --------- | --------- | ------ |
| 2018 | Favorite K-Pop Group | Seventeen | Nominiert | [ 69 ] |
| 2020 | K-Pop Male Group     | Seventeen | Nominiert | [ 70 ] |

### Japan Gold Disc Awards
| Jahr | Kategorie                     | Für       | Ergebnis | Quelle |
| ---- | ----------------------------- | --------- | -------- | ------ |
| 2019 | Best 3 New Artists (Asia)     | Seventeen | Gewonnen | [ 71 ] |
| 2019 | New Artist of the Year (Asia) | Seventeen | Gewonnen | [ 72 ] |

### MTV Europe Music Awards
| Jahr | Kategorie       | Für       | Ergebnis  | Quelle |
| ---- | --------------- | --------- | --------- | ------ |
| 2017 | Best Korean Act | Seventeen | Nominiert | [ 73 ] |

### MTV Video Music Awards
| Jahr | Kategorie  | Für           | Ergebnis  | Quelle |
| ---- | ---------- | ------------- | --------- | ------ |
| 2021 | Best K-Pop | Ready to Love | Nominiert | [ 74 ] |

### Teen Choice Award
| Jahr | Kategorie                   | Für       | Ergebnis  | Quelle |
| ---- | --------------------------- | --------- | --------- | ------ |
| 2017 | Choice International Artist | Seventeen | Nominiert | [ 75 ] |

## Sonstige Awards

### Asia Model Awards
| Jahr | Kategorie            | Für       | Ergebnis | Quelle |
| ---- | -------------------- | --------- | -------- | ------ |
| 2016 | Popular Singer Award | Seventeen | Gewonnen | [ 76 ] |

### CJ E&M America Awards
| Jahr | Kategorie               | Für       | Ergebnis | Quelle |
| ---- | ----------------------- | --------- | -------- | ------ |
| 2017 | Best Kcon Special Stage | Seventeen | Gewonnen | [ 77 ] |

### KMC Radio Awards
| Jahr | Kategorie          | Für       | Ergebnis  | Quelle |
| ---- | ------------------ | --------- | --------- | ------ |
| 2015 | Rookie of the Year | Seventeen | Nominiert | [ 78 ] |
| 2015 | Best Choreography  | Mansae    | Nominiert | [ 78 ] |

### Korea Cable TV Awards
| Jahr | Kategorie         | Für       | Ergebnis | Quelle |
| ---- | ----------------- | --------- | -------- | ------ |
| 2017 | Performance Award | Seventeen | Gewonnen | [ 79 ] |

### MBC Show Champion Awards
| Jahr | Kategorie        | Für       | Ergebnis | Quelle |
| ---- | ---------------- | --------- | -------- | ------ |
| 2015 | Most Appearances | Seventeen | Gewonnen | [ 80 ] |

### V Live Awards
| Jahr | Kategorie                        | Für       | Ergebnis  | Quelle |
| ---- | -------------------------------- | --------- | --------- | ------ |
| 2017 | Global Artist Top 10             | Seventeen | Gewonnen  | [ 81 ] |
| 2018 | Global Artist Top 10             | Seventeen | Gewonnen  | [ 82 ] |
| 2019 | Global Artist Top 10             | Seventeen | Gewonnen  | [ 83 ] |
| 2019 | Channel with 3 million followers | Seventeen | Nominiert | [ 84 ] |

## Musik-Shows

### Inkigayo
| Jahr | Datum       | Titel    |
| ---- | ----------- | -------- |
| 2019 | 3. Februar  | Home     |
| 2020 | 1. November | Home;Run |
| 2022 | 31. Juli    | _World   |

### M Countdown
| Jahr | Datum         | Titel           |
| ---- | ------------- | --------------- |
| 2016 | 15. Dezember  | Boom Boom       |
| 2017 | 15. Juni      | Don’t Wanna Cry |
| 2018 | 26. Juli      | Oh My!          |
| 2019 | 31. Januar    | Home            |
| 2019 | 7. Februar    | Home            |
| 2019 | 14. Februar   | Home            |
| 2019 | 26. September | Fear            |
| 2020 | 2. Juli       | Left & Right    |
| 2020 | 29. Oktober   | Home;Run        |
| 2021 | 28. Oktober   | Rock With You   |
| 2022 | 2. Juni       | HOT             |

### Music Bank
| Jahr | Datum         | Titel           |
| ---- | ------------- | --------------- |
| 2016 | 16. Dezember  | Boom Boom       |
| 2017 | 2. Juni       | Don’t Wanna Cry |
| 2017 | 17. November  | Clap            |
| 2018 | 16. Februar   | Thanks          |
| 2018 | 27. Juli      | Oh My!          |
| 2019 | 1. Februar    | Home            |
| 2019 | 8. Februar    | Home            |
| 2019 | 15. Februar   | Home            |
| 2019 | 27. September | Fear            |
| 2020 | 3. Juli       | Left & Right    |
| 2020 | 30. Oktober   | Home;Run        |
| 2021 | 25. Juni      | Ready to Love   |
| 2021 | 29. Oktober   | Rock With You   |
| 2021 | 5. November   | Rock With You   |

### Show Champion
| Jahr | Datum        | Titel           |
| ---- | ------------ | --------------- |
| 2016 | 4. Mai       | Pretty U        |
| 2016 | 11. Mai      | Pretty U        |
| 2016 | 21. Dezember | Boom Boom       |
| 2017 | 7. Juni      | Don’t Wanna Cry |
| 2017 | 14. Juni     | Don’t Wanna Cry |
| 2017 | 15. November | Clap            |
| 2018 | 14. Februar  | Thanks          |
| 2018 | 25. Juli     | Oh My!          |
| 2019 | 30. Januar   | Home            |
| 2019 | 13. Februar  | Home            |
| 2020 | 1. Juli      | Left & Right    |
| 2020 | 28. Oktober  | Home;Run        |
| 2021 | 3. November  | Rock With You   |

### Show! Music Core
| Jahr | Datum      | Titel        |
| ---- | ---------- | ------------ |
| 2019 | 2. Februar | Home         |
| 2020 | 4. Juli    | Left & Right |

### The Show
| Jahr | Datum    | Titel           |
| ---- | -------- | --------------- |
| 2017 | 30. Mai  | Don’t Wanna Cry |
| 2017 | 13. Juni | Don’t Wanna Cry |